# Landsfodboldturneringen 1912-13
Landsfodboldturneringen 1912-13 var den første sæson om Danmarksmesterskabet i fodbold for herrer organiseret af DBU. Turneringen blev vundet af KB foran B 1901

## Baggrund
De fem lokalunioner Bornholms Boldspil Union (BBU), Fyns Boldspil Union (FBU), Jydsk Boldspil Union (JBU), Lolland-Falster Boldspil Union (LFBU) og Sjællands Boldspil Union (SBU) organiserede fra og med 1902 deres egne regionale mesterskaber i de såkaldte mesterrækker. I 1912 besluttede DBU at skabe en egentlig turnering for de vindende klubber fra de fem lokalunioner - et slutspil om Provinsmesterskabet.
Vinderen af Provinsmesterskabsturneringen spillede mod vinderen af A-rækken under Københavns Boldspil Union (KBU) i en finalekamp om det danske mesterskab.

## Provinsmesterskabsturneringen

### 1. runde
|  |

| Rønne Boldklub | 1 - 2 | FIF Hillerød |
| -------------- | ----- | ------------ |
|                |       |              |

| Rønne |

### 2. runde
|  |

| B 1909 | 1 - 2 | FIF Hillerød |
| ------ | ----- | ------------ |
|        |       |              |

| Odense |

|  |

| Vejle | 1 - 5 | B 1901 |
| ----- | ----- | ------ |
|       |       |        |

| Odense |

### Finale
|  |

| B 1901 | 6 - 2 | FIF Hillerød |
| ------ | ----- | ------------ |
|        |       |              |

| Ridemarken, Næstved Tilskuere: 400 |

## A-Rækken (København)
| Pos | Hold          | K  | V | U | T | M+ | M- | MR    | P  | Kvalifikation eller nedrykning |
| --- | ------------- | -- | - | - | - | -- | -- | ----- | -- | ------------------------------ |
| 1   | KB            | 10 | 8 | 1 | 1 | 45 | 10 | 4,500 | 17 | Kvalificeret til finalen       |
| 2   | B 93          | 10 | 6 | 2 | 2 | 37 | 20 | 1,850 | 14 |                                |
| 3   | Frem          | 10 | 3 | 4 | 3 | 16 | 14 | 1,143 | 10 |                                |
| 4   | B 1903        | 10 | 3 | 3 | 4 | 19 | 36 | 0,528 | 9  |                                |
| 5   | AB            | 10 | 2 | 4 | 4 | 29 | 35 | 0,829 | 8  |                                |
| 6   | Velo Hellerup | 10 | 0 | 2 | 8 | 17 | 48 | 0,354 | 2  | Kvalifikation til A-Rækken[A]  |

1. ^ Kvalifikation til A-Rækken: ØB - Velo Hellerup 2-1.[1]

## Finale
| 15. juni 1913 |

| KB                                                      | 6 - 2   | B 1901                                   |
| ------------------------------------------------------- | ------- | ---------------------------------------- |
| Kaj Weeke 10' 69' · Poul 'Tist' Nielsen 30' 48' 65' 81' | (2 - 0) | Edvard Skaarup 53', Poul Rasmussen 60' · |

| Idrætsparken, København Tilskuere: 3.000 Dommer: Hagbard Vestergaard |